# Xesús Manuel Valcárcel
Xesús Manuel Valcárcel (Lugo, 1955) es un escritor español en lengua gallega. Es miembro del colectivo poético Cravo Fondo, en 1984 se dio a conocer con su primer poemario, Tránsito, al que siguió en 1985 Emaín, y después Rosa clandestina (1989), A porta de lume (1992) y Areas do fondo (1992). Contos nocturnos (1985) fue su primer libro de narrativa y Matar o tempo (1985) fue su primera novela, a la que siguieron los libros de relatos O capitán lobo negro (1995), con la que obtuvo el Premio de la Crítica de narrativa gallega, Os ollos do sentinela (1997) y la novela As grandes carballeiras (1998).

## Obra en español

### Poesía
- Pulsando la ciudad atormentada, 1975, edición do autor, Lugo.
- Aurum, 2010
- Melancolía NO!, 2011
- Luz de sombra, 2017

### Ensayo
- Trilogía sentimental, 2009
- Aprendizaje SENT, 2011
- ¿Cómo hay que vivir?, 2012
- Tensión nuclear, 2012
- Rebelde estilo nuevo, 2012
- Sentimentalismo. Federación Ibérica Democrática (FID), 2015
- Sentimentalismo. Propuesta Lingüística, 2016